# クイーンエリザベス2世チャレンジカップステークス
クイーンエリザベス2世チャレンジカップステークス（Queen Elizabeth II Challenge Cup Stakes）は、アメリカ合衆国のキーンランド競馬場にて、毎年10月に開催される競馬の競走である。

## 概要
1984年に来米したイギリス連邦の女王である、エリザベス2世の訪問と、彼女からトロフィーが寄付されたことを記念して創設された。ブリーダーズカップ・ワールド・サラブレッド・チャンピオンシップ直前に施行される3歳牝馬限定の芝GI。このレースはブリーダーズカップ・フィリー&メアターフへ向けたステップレースではあるが、近年の勝ち馬はおよび、出走馬からブリーダーズカップ・フィリー&メアターフに出走した馬は少ない。

## 近年の勝ち馬
- 2024 She Feels Pretty
- 2023 Mawj
- 2022 Gina Romantica[1]
- 2021 Shantisara
- 2020 Harvey's Lil Goil
- 2019 Cambier Parc
- 2018 Rushing Fall
- 2017 La Coronel
- 2016 Time and Motion
- 2015 Her Emmynency
- 2014 Crown Queen[2]
- 2013 Kitten's Dumplings
- 2012 Dayatthespa
- 2011 Togethe
- 2010 Harmonious
- 2009 Hot Cha Cha
- 2008 Alwajeeha
- 2007 Bit of Whimsy
- 2006 Vacare
- 2005 Sweet Talker
- 2004 Ticker Tape
- 2003 Film Maker
- 2002 Riskaverse
- 2001 Affluent